# Coppa Agostoni 1998
La Coppa Agostoni 1998, cinquantaduesima edizione della corsa, si svolse il 20 agosto 1998 su un percorso di 200 km. La vittoria fu appannaggio dell'italiano Andrea Tafi, che completò il percorso in 4h42'51", precedendo i connazionali Mirko Celestino e Emanuele Lupi.

## Ordine d'arrivo (Top 10)
| Pos. | Corridore            | Squadra                        | Tempo    |
| ---- | -------------------- | ------------------------------ | -------- |
| 1    | Andrea Tafi          | Mapei-Bricobi                  | 4h42'51" |
| 2    | Mirko Celestino      | Team Polti                     | a 59"    |
| 3    | Emanuele Lupi        | Amore & Vita-Forzarcore        | s.t.     |
| 4    | Gianni Faresin       | Mapei-Bricobi                  | a 1'32"  |
| 5    | Massimiliano Gentili | Cantina Tollo-Alexia Alluminio | a 2'55"  |
| 6    | Stefano Cattai       | Ballan                         | a 3'20"  |
| 7    | Felice Puttini       | Ros Mary-Amica Chips           | s.t.     |
| 8    | Pascal Richard       | Casino-Ag2r                    | s.t.     |
| 9    | Stefano Faustini     | Vini Caldirola-Longoni Sport   | a 4'17"  |
| 10   | Sandro Giacomelli    | Amore & Vita-Forzarcore        | a 6'53"  |